# Авантињан
Авантињан (фр. Aventignan) насеље је и општина у јужној Француској у региону Миди Пирене, у департману Горњи Пиринеји која припада префектури Бањер де Бигор.
По подацима из 2011. године у општини је живело 185 становника, а густина насељености је износила 35,44 становника/km². Општина се простире на површини од 5,22 km². Налази се на средњој надморској висини од 448 метара (максималној 783 m, а минималној 434 m).

## Демографија
| 1776. | 1783. | 1806. | 1832. | 1911. | 1921. | 1936. | 1946. | 1962. | 1968. | 1975. | 1982. | 1990. | 1999. | 2011. |
| ----- | ----- | ----- | ----- | ----- | ----- | ----- | ----- | ----- | ----- | ----- | ----- | ----- | ----- | ----- |
| 388   | 418   | 511   | 798   | 430   | 335   | 275   | 261   | 238   | 272   | 225   | 216   | 208   | 180   | 185   |

График промене броја становника у току последњих година